# Jean-Claude Milner
Jean-Claude Milner, född 3 januari 1941 i Paris, är en fransk filosof och författare.